# Charles Swini
Charles Swini (28. února 1985, Blantyre, Malawi – 20. února 2024, Lilongwe) byl fotbalový brankář a reprezentant Malawi.

## Klubová kariéra
Rodák z Blantyre hrál v Malawi za kluby ESCOM United FC a Silver Strikers FC (k lednu 2014).

## Reprezentační kariéra
V seniorské reprezentaci Malawi debutoval v roce 2009. Zúčastnil se Afrického poháru národů 2010 v Angole, kde se tým Malawi střetl v základní skupině A postupně s Alžírskem (výhra 3:0), domácí Angolou (porážka 0:2) a reprezentací Mali (porážka 1:3). Swini na turnaji nezasáhl ani do jednoho zápasu, byl náhradním brankářem za Swadickem Sanudim. Malawi obsadilo ve skupině se ziskem 3 bodů nepostupové čtvrté místo.

## Smrt
Swini zemřel 20. února 2024 v Kamuzu Central Hospital v Lilongwe, kam byl převezen poté, co doma zkolaboval. Potýkal se s potížemi s ledvinami.